# Kerk van Tejn
De Kerk van Tejn (Deens: Tejn Kirke) is een kerkgebouw in Tejn op de noordoostelijke kuststrook van het Deense eiland Bornholm. Het is het meest recente kerkgebouw van de kerken op het eiland en werd in 1940 gebouwd naar een functionalistisch ontwerp van Emanuel Grauslund (1901-1951).
Het witte kerkgebouw heeft een granieten basis en een rechthoekig grondplan. Op het westen sluit een bijna even brede toren als het kerkschip aan en op het oosten een halfronde apsis.
De kerk van Tejn heeft een eenvoudig interieur. Links van het altaar staat een opmerkelijk doopvont dat bestaat uit losse aan elkaar verbonden delen graniet. Het orgel met 13 registers verdeeld over twee manualen en pedaal werd in 1980 gebouwd door Finn Krohn. Tussen de rijen kerkbanken hangt boven het middenpad een votiefscheepje uit 1950.